# St. Charles (Illinois)

Ortsschild an der Einfahrt zu St.Charles von der Stadt Geneva kommend.

St. Charles ist eine Stadt im Norden des US-Bundesstaates Illinois im Kane County und im DuPage County.
Das U.S. Census Bureau hat bei der Volkszählung 2020 eine Einwohnerzahl von 33.081 auf einer Fläche von 36,5 km² ermittelt. Die am Fox River gelegene Stadt besitzt viele Parks. Neben dem Fox River fließen durch die Stadt noch der Ferson Creek und der Norton Creek. Im Gebiet der Stadt gibt es auch eine Reihe kleinerer Seen.

## Geschichte
Die Stadt hieß früher Charleston. Im Jahr 1839 wurde der Name auf Betreiben des Rechtsanwaltes S.S. Jones in St. Charles umbenannt.

## Stadtbild
Die Stadt präsentiert sich als typische amerikanische Kleinstadt, zeigt aber auch etwas mediterranes Flair. Durch die vielen Geschäfte ist sie ein Touristenanziehungspunkt und gibt sich ihnen auch sehr freundlich. Besonders auffallend ist das dort berühmte Haus Wild Rose, das als Schutzhaus der Underground Railroad diente. Dort fanden geflohene schwarze Sklaven Unterschlupf und konnten durch einen Tunnel fliehen. Ebenso bekannt ist das große Haus durch die Behauptung, Abraham Lincoln hätte dort eine Nacht verbracht. Für Besucher dieses Hauses empfiehlt es sich, die Nordwand sich einmal besonders anzuschauen; dort sind Einschusslöcher des berüchtigten Al Capone zu sehen, der dort jemanden umgebracht haben soll.

## Schule
St. Charles liegt im Schuldistrikt D303. Es gibt dort zwölf Grundschulen, drei Mittelschulen sowie zwei Highschools.

## Söhne und Töchter der Stadt
- Robert H. Austin (* 1946), Biophysiker
- Peter Lappin (* 1965), Eishockeyspieler
- Katlyn Yohn (* 1991), Basketballspielerin
- Ethan Cutkosky (* 1999), Schauspieler